# Alcea gorganica
Alcea gorganica là một loài thực vật có hoa trong họ Cẩm quỳ. Loài này được (Rech.f., Aellen & Esfand.) Zohary mô tả khoa học đầu tiên năm 1963.